# Храм Благовещения Пресвятой Богородицы (Кинешма)
Храм Благовещения Пресвятой Богородицы — приходской храм Кинешемской епархии Русской православной церкви в городе Кинешме Ивановской области (улица Рылеевская, дом 9). Построен в 1805 году в барочно-классицистическом стиле. Памятник архитектуры федерального значения.

## Местоположение
Расположен в центральной части города Кинешмы на угловом участке треугольной формы при пересечении Рылеевской улицы с улицей Горького (бывшей Широкой), вблизи площади Революции (бывшей Базарной). Со стороны реки Кинешемки и заречной части города вместе с Троицко-Успенским кафедральным собором определяет панораму центральной части города.

## История
Храм с притвором и отдельно стоящая колокольня построены на средства прихожан в 1805 году. Автор проекта неизвестен. Автор проекта неизвестен. Предположительно во второй половине XIX века сооружена объединившая их обширная трапезная.

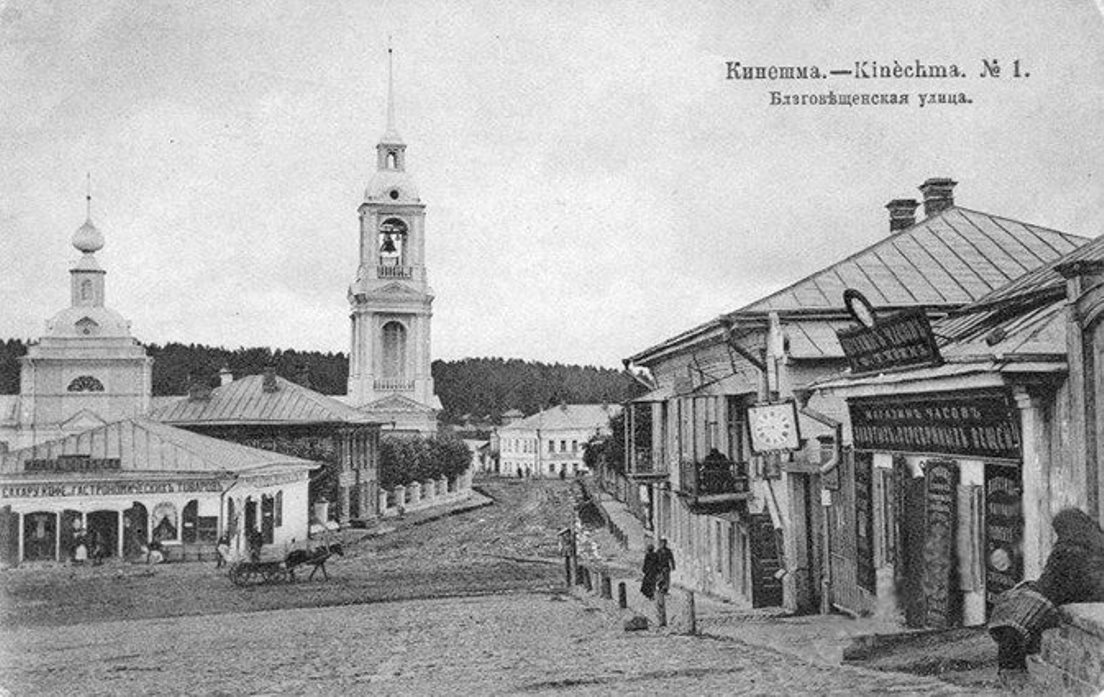
Храм в начале XX века

Согласно изданию «Краткие статистические сведения о приходских церквах Костромской епархии» 1911 года, в начале XX века имелись три престола: Благовещения Пресвятой Богородицы, преподобных Антония и Феодосия Печерских, Рождества Пресвятой Богородицы. В храме находилась икона преподобного Михаила Малеина, по преданию, вклад царя Михаила Федоровича. В советское время образ был утерян. Другой реликвией были складни, в середине которых находились кресты-мощевики с частицами мощей святых, Животворящего древа и ризы Пресвятой Богородицы. При церкви имелось общее городское кладбище. Постоянные средства церкви составляли проценты с капитала общего назначения в 1050 рублей. В церковной ограде была каменная лавка, с которой церковь получала 360 рублей аренды. Причт включал священника, диакона и псаломщика. Помещения для причта были церковные, церковной земли в пользовании причта не имелось. Главные занятия прихожан составляли торговля и кустарные промыслы. По состоянию на 1916 год постоянных прихожан было 199 мужского и 266 женского пола.
В начале XX века российский художник Борис Кустодиев изобразил Благовещенскую церковь на своих кинешемских полотнах, например, «Купчихи в Кинешме».
В конце 1920-х годов храм был закрыт и передан горкомхозу, который сдал его в аренду швейной артели «Путь к победе» Ившвейпромсоюза. Здание сильно пострадало. Артель размещалась в здании церкви до начала 1960-х годов, затем его сменили склады кинешемского торга. За весь этот период храм ни разу не ремонтировался, вследствие чего к середине 1980-х годам пришёл в аварийное состояние. Были утрачены главы храма и шпиль колокольни. Интерьеры были переоборудованы под хозяйственные нужды, храмовый объём разделён на два этажа бетонным перекрытием. Существенно пострадали полы, декор фасадов и покрытия. Утрачены лестницы колокольни, двери, внутреннее убранство, утварь, стенная роспись.
В 1988 году храм в качестве памятника культовой архитектуры был передан на баланс Научно-производственного центра по охране памятников, и с этого же года была начата его реставрация, которая проводилась кинешемским участком Ивановской реставрационной мастерской по проекту А. Ильинского. Однако из-за недостатка денег реставрационные работы управления культуры продолжались лишь до 1991 года. Было восстановлено завершение храма, проведена вычинка свода, разобраны и вновь воссозданы аварийные участки стен и части сводов трапезной, установлен металлический шпиль на колокольне. В 1993 году церковь была передана в собственность Ивановского епархиального управления. В 1995 году образован приход, и с этого же года на средства прихожан и пожертвования возобновлены ремонтно-реставрационные работы.

## Архитектура и интерьер
Оригинальный памятник выполнен в формах раннего классицизма с элементами барокко. Кирпичные стены храма оштукатурены и покрашены.
Высокий трехсветный четверик завершается гранёной, с узкими диагональными гранями, купольной кровлей с люкарнами. Над кровлей главка на квадратном в плане постаменте. Существенно вытянутая по поперечной оси крупная трапезная и апсида равны по высоте. Стройная трехъярусная колокольня имеет два яруса арок звона и завершается высоким четырехгранным куполом с люкарнами. Её венчает небольшой четверик со срезанными углами и арочными проёмами, завершающийся шпилем.
Углы четверика храма и апсиды скруглены, немного заглублены и рустованы. Фасады четверика в центре снабжены небольшими ризалитами, в верхней части которых на восточной и западной гранях имеются полуциркульные ниши, на южной и северной гранях — окна. Входы находятся в центре трехосевых фасадов. В нижнем ярусе они подчёркнуты двухколонными портиками, в верхнем — пилястровым портиком. Широкие арки звона колокольни в среднем ярусе обрамлены двухколонными фронтонными портиками, в верхнем — двухпилястровыми.
Светлое основное пространство перекрыто сомкнутым сводом. В апсиде имеется конха, в узком притворе и в нижнем ярусе колокольни — цилиндрические своды, в двустолпной трапезной — система коробовых сводов. Дверные проёмы арочные и украшены лепными кессонами. Полы храма выстланы металлической плиткой. Оригинальная металлическая плитка была частично утрачена.

## Престолы
Храм имеет три престола:
- Благовещения Пресвятой Богородицы,
- преподобных Антония и Феодосия Печерских,
- Рождества Пресвятой Богородицы[5][6].